# Capela de São José da Quinta das Laranjeiras

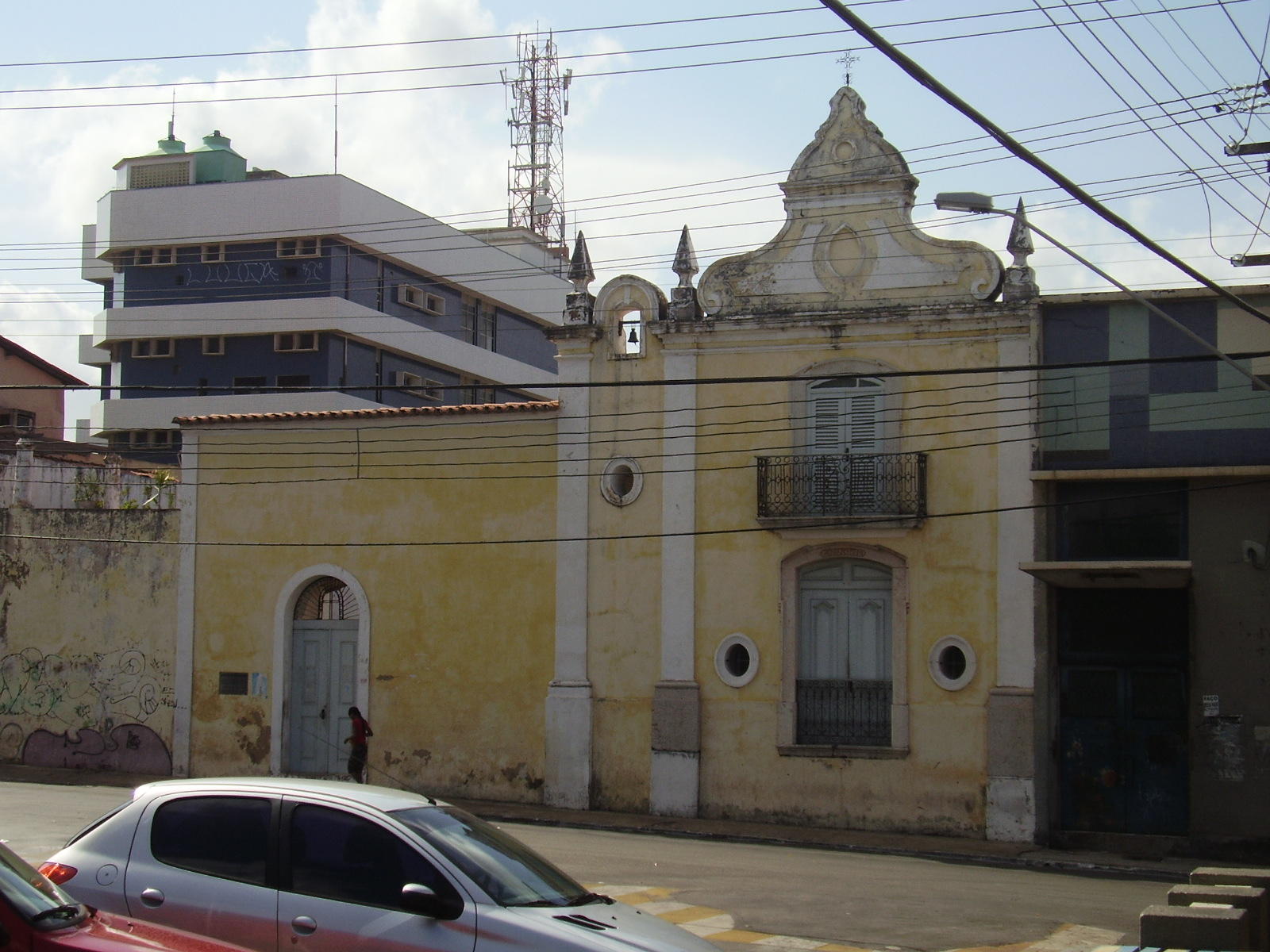
Capela das Laranjeiras em 2008.

A Capela de São José da Quinta das Laranjeiras ou Capela de São José das Laranjeiras está localizada na Rua Grande, no Centro Histórico de São Luís, tendo sido construída no início do século XIX.

## Quinta das Laranjeiras
No século XIX, existiam inúmeras quintas abastadas em São Luís, tendo grande destaque a Quinta das Laranjeiras. Foi construída em 1812, pelo alcaide-mor e maior comerciante do Maranhão durante o período colonial, Luiz José Gonçalves da Silva, apelidado de “O Barateiro”. O local era composto por uma casa de moradia em estilo colonial, senzala e alojamento de trabalhadores, tendo sido construída uma capela para que fosse utilizada somente por sua família. 
A primogênita do alcaide-mor, Maria Luíza do Espírito Santo, recebeu várias propriedades, incluindo a Quinta das Laranjeiras. O local também ficou conhecido também como Capela do Barateiro e, posteriormente, como Quinta do Barão, em razão do casamento de Maria Luiza com Brigadeiro Paulo José da Silva, que receberia depois o título Barão de Bagé.

## Capela de São José
A Capela das Laranjeiras foi construída sob a invocação a São José das Laranjeiras, com autorização do bispo D. Luís de Brito Homem em 1811, tendo seu primeiro ato litúrgico realizado somente em 1816, após cinco anos de construção. Ficou aberta tempos depois a toda comunidade por ocasião dos ofícios religiosos.
Em sua decoração interna, apresenta um conjunto harmônico de altar-mor, arco-cruzeiro, guarda-corpo e sanefa, que, apesar de possuírem características neoclássicas, ainda guardam movimento rococó. É a única edificação religiosa de São Luís que possui o copiar, uma área avarandada que servia como espaço de transição entre o interior (sagrado) e o exterior (profano) dos templos.
A imagem do orago São José tem destaque pela talha de alta qualidade, havendo também uma pintura a óleo sobre tela no retábulo de Nossa Senhora da Penha.
Com rico acervo cultural, ainda conservando marcas de opulência econômica do Maranhão do século XIX, a Quinta passou por vários proprietários, tendo sido adquirida pela Arquidiocese do Maranhão, que a vendeu aos Irmãos Maristas para a construção de um colégio.
Atualmente, restam apenas a capela e o portão armoriado, ambos tombados pelo IPHAN, e sob cuidados da Secretaria Estadual de Cultura. Em suas proximidades ficam o IEMA e a Praça Deodoro.
Anualmente, a Irmandade São José das Laranjeiras realiza um festejo em honra ao santo padroeiro dos feirantes, com a realização de uma procissão pelo Centro da cidade.